# Gefjun Corona
La Gefjun Corona è una struttura geologica della superficie di Venere.